# Roches de Châtollion

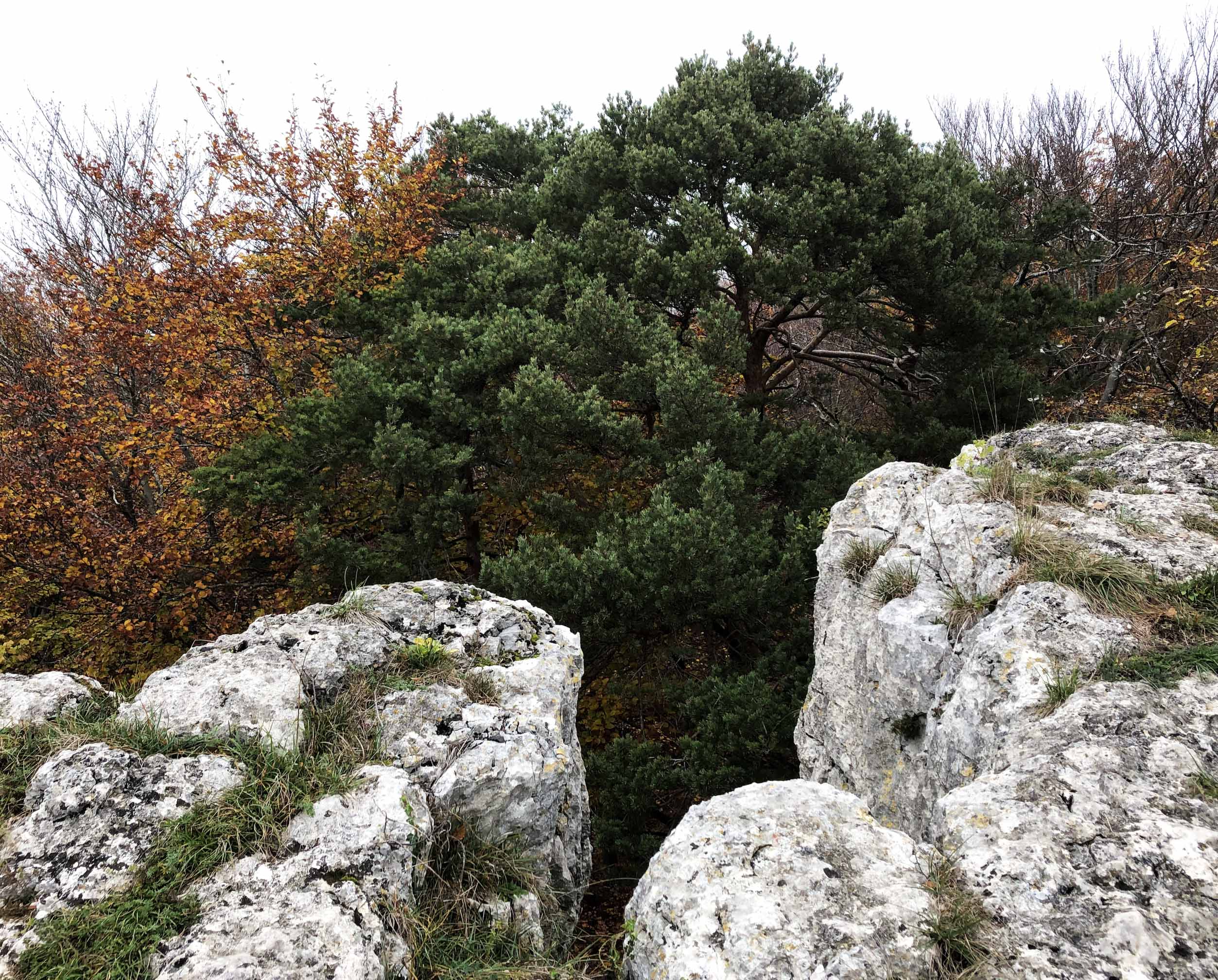
Felsrücken im Bergwald

Die Roches de Châtollion (deutsch: Felsen von Châtollion) bilden einen Berg am Jurasüdfuss in den neuenburgischen Gemeinden Laténa und Cornaux. Das Gebiet ist seit 1983 im Bundesinventar der Landschaften und Naturdenkmäler von nationaler Bedeutung (BLN-Gebiet 1013) verzeichnet. Zudem sind einige Flächen mit Trockenwiesen auch im Bundesinventar der Trockenwiesen und -weiden von nationaler Bedeutung (TWW) verzeichnet.
Auf dem Berg befinden sich eine archäologische Fundstelle aus der Eisenzeit sowie (ausserhalb des BLN-Gebiets) ein Kalk-Steinbruch.

## Geografie
Am südlichen Rand des Juragebirges erstreckt sich nordöstlich des Neuenburgersees vor der Hauptkette des Chaumont eine langgezogene Kante von teilweise erodierten Schichten der Antiklinale, die in den Felsrippen der Roches de Châtollion ausläuft. Im Norden setzt sich die Geländeform mit dem Berg Serroue bei Lignières fort, dessen obere Linie ebenfalls als Felsgrat ausgeprägt ist. Der Berg der Roches de Châtollion erhebt sich 240 m über der vorgelagerten Ebene des Seelandes und erreicht an seiner höchsten Stelle 670 m ü. M.

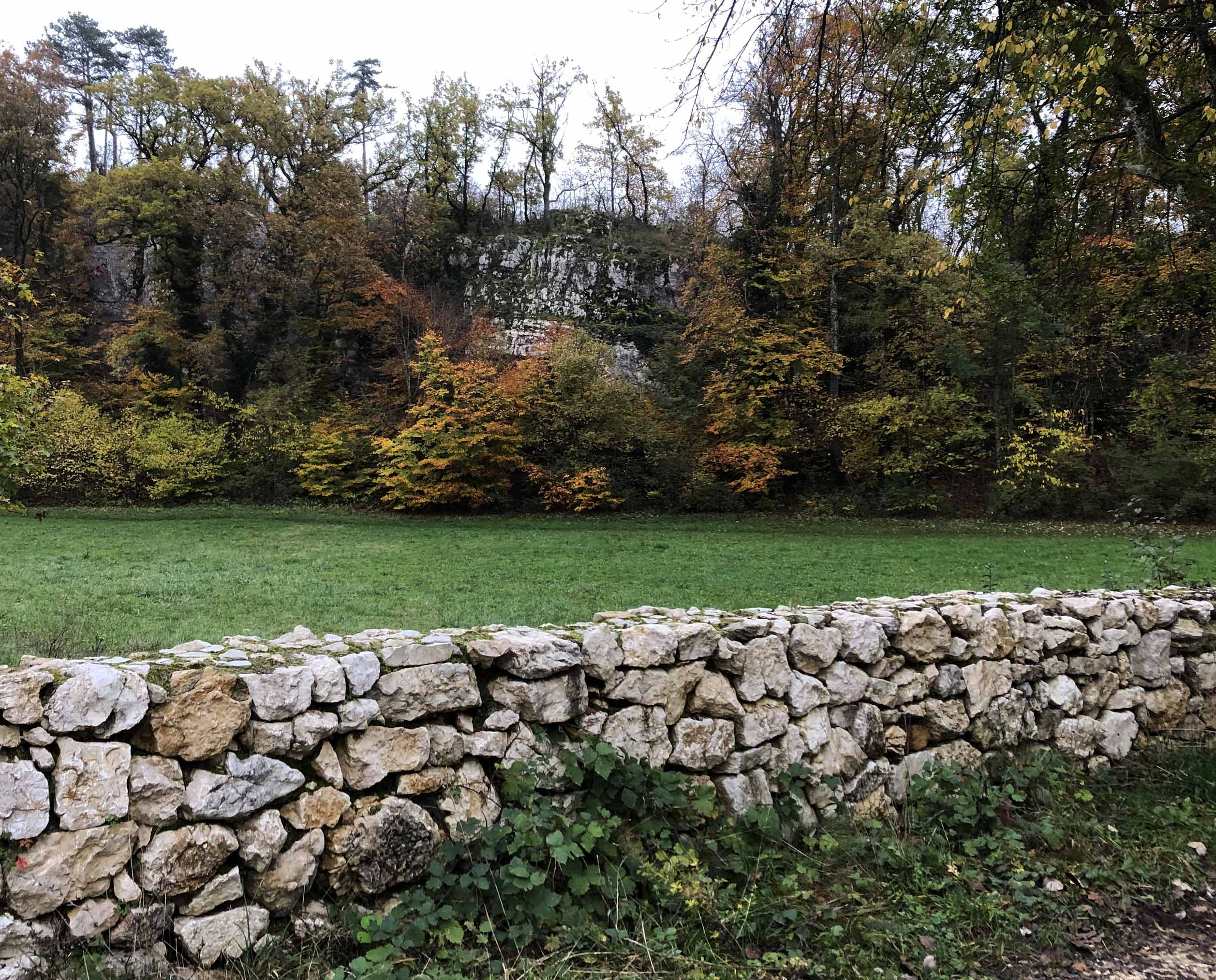
Trockenmauer bei den Rôches de Châtillion

Die Anhöhe hat eine Länge von etwa 2,5 Kilometern und eine Breite von bis zu einem Kilometer. Sie liegt je etwa zur Hälfte auf dem Gebiet der Gemeinden Laténa und Cornaux, deren Grenze über die höchste Felsklippe verläuft. Vom Berghang des Chaumont ist sie durch die Täler des Ruau und des Mortruz getrennt. In einer Senke südöstlich des Bergfusses liegt der See Le Loclat.
Die Oberfläche der markanten Erhebung ist durch mehrere langgezogene Felswände geprägt. Die Formation aus Kalkstein zieht sich vom Dorfzentrum von Saint-Blaise auf dem letzten Hügel der Jurakette in nordnordöstlicher Richtung. Der Berg wurde vom eiszeitlichen Rhonegletscher überformt, von dem im Gebiet einige Findlinge und Reste von Moränen stammen.

## Flora

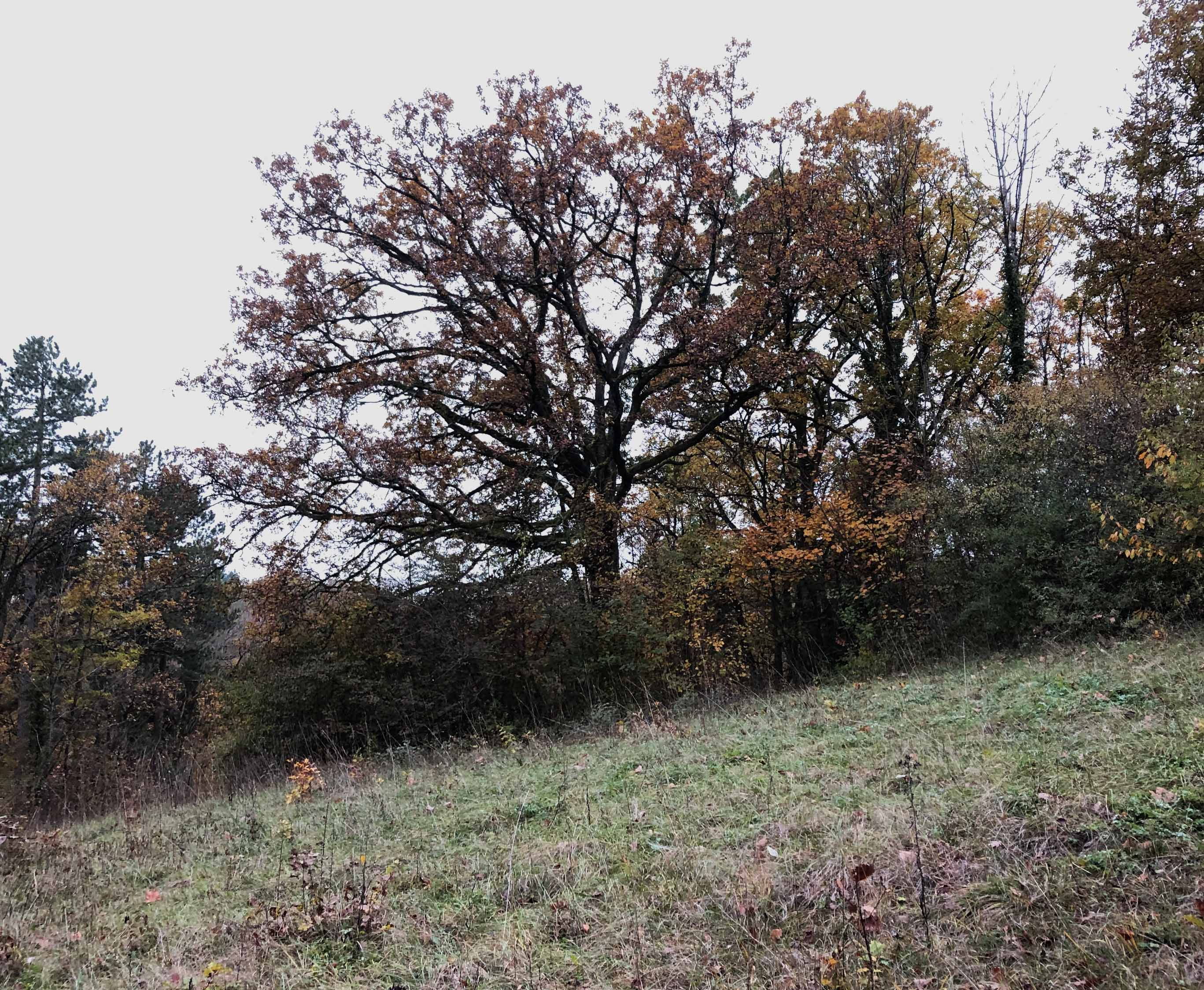
Trockenwiese La Goulette

Die botanische Bedeutung der Roches de Châtollion beruht einerseits auf den Waldgemeinschaften mit vielen Eichen und Buchen, seltener auch Linden, und andererseits auf den besonderen Pflanzengesellschaften, die in den Trockenrasen auf den Lichtungen an den zumeist südexponierten Berghängen vorkommen. Auf den stellenweise verkarsteten Felsrücken hat sich in spärlichen Humusschichten eine angepasste Vegetation mit Eichenbuschwald herausgebildet und in den feuchten Senken neben den Felsmassiven bestehen dichte, urwaldartige Biotope. Die Wiesenflächen von La Goulette bei Saint-Blaise und Les Rièdes bei Cornaux sind im Bundesinventar der Trockenwiesen und -weiden von nationaler Bedeutung aufgeführt. Auf den offenen Wiesenflächen, die dem Typ der Kalkmagerrasen entsprechen und nur extensiv gemäht werden, kommen viele Blütenpflanzen wie die Echte Schlüsselblume und auch Orchideen vor. Auf den Trockenwiesen Les Rièdes am östlichen Hangfuss, die stellenweise auch offene Fels- und Sandböden aufweisen, sind unter anderem der Kugelköpfige Lauch, das Sand-Hornkraut, der Zwerg-Schneckenklee, die Schopfige Traubenhyazinthe und der Trauben-Gamander nachgewiesen.
Der Kanton Neuenburg zählt das Waldgebiet von Châtollion zu den erhaltenswerten Wäldern in seinem Territorium. Die Roches de Châtollion gehören zum Forstbezirk Neuenburg (Arrondissement de Neuchâtel).
Die botanische Geschichte des Berges wurde in früheren Zeiten stark vom Menschen geprägt, wovon noch heute einige zerfallene Trockenmauern zeugen, die heute zumeist mitten im Waldgebiet liegen.

## Infrastruktur

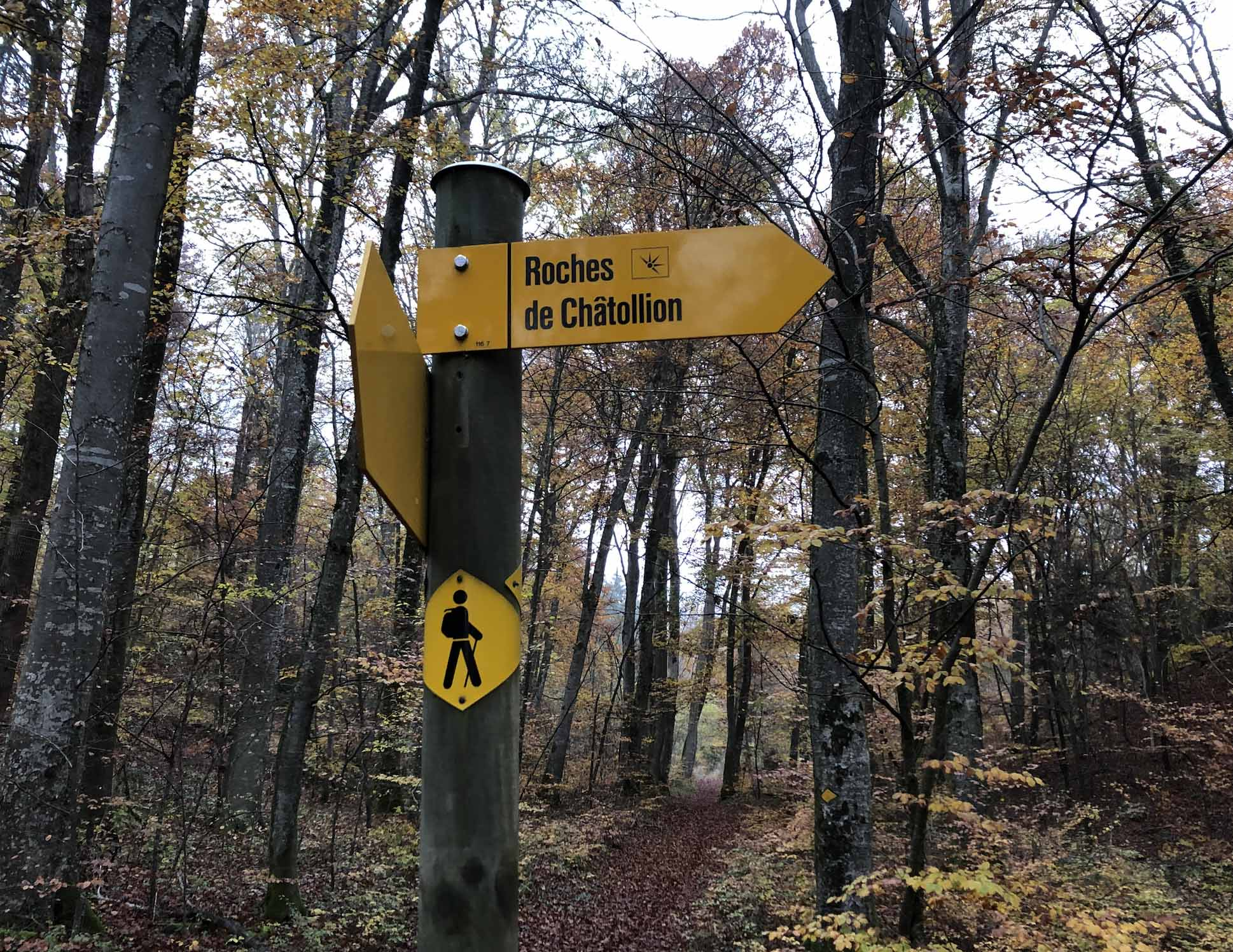
Wegweiser Roches de Châtollion

Der Berg ist mit einem Netz von Wanderwegen bis auf die höchsten Felsen erschlossen. Von den Felsplateaus, die ähnlich hoch sind wie der sie umgebende Wald, öffnet sich eine weite Aussicht gegen Südwesten über die Landschaft des Neuenburgersees und das Mittelland bis zu den Alpen im Hintergrund.
Dem Südrand des Berggebiets folgen die Hauptstrasse 5 und die Bahnstrecke Lausanne–Biel/Bienne der SBB. Über die Kuppe verlaufen zwei Hochspannungsleitungen, die das Unterwerk Galmiz mit den Schaltstationen von Planchamps bei Boudry und dem Kraftwerk Châtelot am Doubs verbinden, und im westlichen Abschnitt des Gebiets ist die unterirdische Hochdruckgasleitung Altavilla-La Chaux-de-Fonds von Unigaz SA verlegt.
Im südwestlichen Bereich des Berges sind auf grossen ehemaligen Wiesenflächen Sportanlagen angelegt worden.
Spuren an den Felswänden deuten darauf hin, dass schon in früheren Zeiten am Berg Châtollion Kalkstein gewonnen wurde. Auf dem Gebiet der Gemeinde Cornaux baut das Unternehmen Juracime im Steinbruch von Le Roc weiterhin in grossem Umfang Kalk ab. Die Grube ist als Mineralienfundort bekannt.